# Challenger de Barcelona
El Sánchez-Casal Cup es un torneo profesional de tenis. Pertenece al ATP Challenger Tour. Se juega desde el año 2018 sobre pistas de tierra batida, en Barcelona, España.

## Palmarés

### Individuales
| Año  | Campeón                 | Finalista      | Resultado     |
| ---- | ----------------------- | -------------- | ------------- |
| 2018 | Roberto Carballés Baena | Pedro Martínez | 1–6, 6–3, 6–0 |
| 2019 | Salvatore Caruso        | Jozef Kovalík  | 6–4, 6–2      |
| 2020 | Carlos Alcaraz          | Damir Džumhur  | 4–6, 6–2, 6–1 |
| 2021 | Dimitar Kuzmanov        | Hugo Gaston    | 6–3, 6–0      |
| 2022 | No Celebrado            | No Celebrado   | No Celebrado  |
| 2023 | No Celebrado            | No Celebrado   | No Celebrado  |
| 2024 | Nick Hardt              | Bernabé Zapata | 6–4, 3–6, 6–2 |

### Dobles
| Año  | Campeones                              | Finalistas                               | Resultado        |
| ---- | -------------------------------------- | ---------------------------------------- | ---------------- |
| 2018 | Marcelo Demoliner David Vega Hernández | Rameez Junaid David Pel                  | 7–6(3), 6–3      |
| 2019 | Simone Bolelli David Vega Hernández    | Sergio Martos Gornés Ramkumar Ramanathan | 6–4, 7–5         |
| 2020 | Szymon Walków Tristan-Samuel Weissborn | Harri Heliövaara Alex Lawson             | 6–1, 4–6, [10–8] |
| 2021 | Harri Heliövaara Roman Jebavý          | Nuno Borges Francisco Cabral             | 6–4, 6–3         |
| 2022 | No Celebrado                           | No Celebrado                             | No Celebrado     |
| 2023 | No Celebrado                           | No Celebrado                             | No Celebrado     |
| 2024 | Daniel Rincón Oriol Roca Batalla       | Jakob Schnaitter Mark Wallner            | 5–7, 6–4, [11–9] |